# 圣安娜-迪巴纳伊巴
圣安娜-迪巴纳伊巴是巴西圣保罗州的一个市镇。总面积183.816平方公里，总人口114224人，人口密度621.4人/平方公里。